# مجلس سوريا الديمقراطية
مجلس الديمقراطية السورية (بالكردية: Meclîsa Sûriya Demokratîk)‏ (بالسريانية: ܡܘܬܒܐ ܕܣܘܪܝܐ ܕܝܡܩܪܛܝܬܐ) هو الجناح السياسي لقوات سوريا الديمقراطية في الإدارة الذاتية لشمال وشرق سوريا. تتمثل المهمة المعلنة للمجلس في تنفيذ «نظام علماني وديمقراطي ولا مركزي في كل سوريا».

## التأسيس والتاريخ
تأسس مجلس سوريا الديمقراطية بتاريخ 10 ديسمبر 2015 في المالكية. انتخب الناشط الحقوقي البارز هيثم مناع رئيسًا مشاركًا عند تأسيسها.
تألفت الجمعية التي أنشأت مجلس سوريا الديمقراطية من 13 عضوًا من خلفيات عرقية واقتصادية وسياسية محددة.

### 2016
في 1 أغسطس 2016 افتتح مجلس سوريا الديمقراطية مكتبا عاما في الحسكة.
في 11 سبتمبر 2016 ، وقعت حركة الغد السورية اتفاقية تعاون مع مجلس سوريا الديمقراطية ومنطقة الحكم الذاتي التابعة للإدارة الذاتية لشمال وشرق سوريا.
في أواخر سبتمبر وأوائل أكتوبر 2016، عُقد منتدى لمجلس سوريا الديمقراطية في بلدة الرميلان شمال شرقي محافظة الحسكة. وكان من بين الذين حضروا المؤتمر ممثل عن مدينة جبلة بمحافظة اللاذقية الغربية.

### 2017
بتاريخ 13 يناير 2017، تم إنشاء مجلس تأسيسي للشباب في القامشلي.
في 25 فبراير 2017، وافق الحزب الديمقراطي الآشوري على الانضمام إلى مجلس سوريا الديمقراطية، ووافقت وحدات حماية الشعب على تسليم الأمن في البلدات الآشورية على طول نهر الخابور إلى حرس الخابور ونطورة اللتين انضمتا إلى قوات سوريا الديمقراطية.
في 13 أبريل 2017، سلمت قوات حزب الاتحاد الديمقراطي رسميًا قرى وادي الخابور إلى حرس الخابور والنطورة، على الرغم من احتفاظ وحدات حماية الشعب بقاعدة عسكرية بالقرب من تل تمر. وفي اليوم نفسه، انعقد المؤتمر الثاني لمجلس التنمية المستدامة في مدينة المالكية، وانتُخب رياض درار رئيساً مشاركاً للمركز، خلفاً لهيثم مناع، إلى جانب إلهام أحمد الذي أعيد انتخابه.
في 28 مايو 2017، تأسس فرع نسائي من تجمع سوريا الديمقراطية في الشدادة.

### 2018
تم التخطيط لانتخابات المجلس في أوائل عام 2018، ولكن لم يتم إجراؤها. عقد المؤتمر الثالث لمركز سوريا الديمقراطية في 16 يوليو 2018 تحت شعار «نحو حل سياسي وبناء سوريا ديمقراطية لامركزية» في مدينة الطبقة، حيث انتخب المندوبون أمينة عمر خلفا إلهام أحمد الذي انتخب رئيسا مشاركا لـ المجلس التنفيذي، وأعاد انتخاب رياض درار كرئيس مشارك للوكالة السويسرية للتنمية والتعاون.
عقدت الوكالة في 6 سبتمبر 2018، اجتماعاً للمجالس المحلية ودوائر الإدارة الذاتية في شمال وشرق سوريا في مقر الوكالة بمدينة عين عيسى، بمشاركة أمينة عمر، الرئيسة المشتركة للوكالة، ورؤساء المجالس المدنية. في شمال سوريا ووجهاء القبائل العربية، لتشكيل إدارة ذاتية لشمال وشرق سوريا على أساس القرار المتخذ في المؤتمر الثالث لمركز سوريا الديمقراطية الذي عقد في 16 تموز / يوليو من العام الجاري.
تم خلال الاجتماع تشكيل المجلس العام للإدارة الذاتية لشمال وشرق سوريا من 70 عضوا على النحو التالي: 49 عضوا من المجالس التشريعية في مناطق الإدارة الذاتية والمجالس المدنية، و 21 عضوا من التكنوقراط تم الاتفاق عليهم من خلال الإعدادية. لجنة ومناقشة الإدارات الأخرى. السيدة. تم انتخاب سهام قريو (سرياني) والسيد فريد عتي (كردي) للرئاسة المشتركة للمجلس العام للإدارة الذاتية لشمال وشرق سوريا، كما تم انتخاب خمسة أعضاء للمكتب العام للمجلس. السيدة. تم انتخاب بريفان خالد (خالد) وعبد الحميد المحباش رئيسين مشاركين للهيئة التنفيذية. لاحقًا، في الاجتماع الذي عقد في 3 أكتوبر 2018، تم انتخاب الرؤساء المشاركين للسلطات التسع للمجلس التنفيذي.
في 21 أكتوبر انعقد الاجتماع الأول للمجلس العام، حيث تم تشكيل لجنة قانونية من ثلاثة أشخاص، مهمتها تحديد القوانين والمفاهيم والمقترحات من اللجان والإدارات والمكاتب، بالإضافة إلى دراسة القوانين الصادرة عن المجلس. وتقرر في الاجتماع عقد اجتماعات المجلس مرتين في الشهر.
في 15 ديسمبر أعلن مجلس سوريا الديمقراطية في بيان كتابي انضمام “تيار اليسار الثوري في سوريا” إلى المجلس معتبرةً ذلك انتصاراً لشعب سوريا

## الانخراط في مفاوضات بشأن سوريا
تمت دعوة مجلس سوريا الديمقراطية للمشاركة في محادثات جنيف 3 الدولية للسلام حول سوريا في آذار 2016. لكنها رفضت الدعوات لأنه لم تتم دعوة أي ممثلين عن الحركة من أجل مجتمع ديمقراطي، بقيادة حزب الاتحاد الديمقراطي. 
اعتبارًا من 31 كانون الثاني (يناير) 2018، تم تسجيل مركز مجلس سوريا الديمقراطية في الولايات المتحدة باعتباره «حزبًا سياسيًا أجنبيًا» بموجب قانون تسجيل الوكلاء الأجانب.
عين محمود المسلط رئيس للمجلس بالولايات المتحدة.